# 超世代軍
超世代軍（ちょうせだいぐん）は、かつて全日本プロレスで活動したプロレスラーのユニット。

## 概要
1990年に三沢光晴が中心となり川田利明・田上明・小橋健太・菊地毅・小川良成（準メンバー）ら当時の若手選手たちによって結成。ジャンボ鶴田・スタン・ハンセンらトップ選手の打倒を掲げた。鶴田率いる鶴田軍や外国人チームとの激しい闘争でファンの人気を獲得し、天龍源一郎ら主力選手のSWS大量離脱によって存続の危機に立たされた全日本プロレスを救った。鶴田が第一線を退くと、外国人選手や脱退した川田・田上の聖鬼軍らと激闘を繰り広げ、90年代の全日本を支えて「四天王プロレス」と呼ばれるスタイルを確立し一時代を築いた。その後、離脱した小橋・秋山らの台頭と共にユニットとしての機能が形骸化し1998年に解散。
後に四天王と呼ばれる四人（三沢・田上・川田・小橋）が短期間ではあるが同時にメンバーとなっていた唯一のチームである。
2002年、プロレスリング・ノアにおける浅子覚の引退興行で三沢・小橋・浅子組はそれぞれ超世代軍時代のコスチュームと入場テーマ曲で登場し、一夜限りの再結成を果たした。

## メンバー
- 三沢光晴（解散後にアンタッチャブルを結成）
- 浅子覚（1993年川田脱退後に加入、解散後の2000年1月にノーフィアーに加入）
- 川田利明（1993年脱退・聖鬼軍に移籍）
- 小橋健太（1997年脱退・GETを結成）
- 菊地毅（1995年脱退・聖鬼軍に移籍）
- 秋山準（1993年川田脱退後に加入、1998年脱退・バーニングを結成）
- 田上明（結成直後に鶴田軍に移籍）
  - 小川良成（準メンバーだったが、1991年に鶴田軍に移籍）

## 戦績
全日本プロレス
- 三冠ヘビー級王座 - 三沢光晴、小橋健太
- 世界タッグ王座 - 三沢光晴&川田利明組、三沢光晴&小橋健太組、三沢光晴&秋山準組
- アジアタッグ王座 - 小橋健太&菊地毅組
- チャンピオン・カーニバル優勝 - 三沢光晴
- 世界最強タッグ決定リーグ戦優勝 - 三沢光晴&川田利明組、三沢光晴&小橋健太組
- あすなろ杯争奪リーグ戦優勝 - 秋山準

プロレス大賞
- 最優秀タッグチーム賞 - 三沢光晴&川田利明
- 特別大賞 - 三沢光晴
- 年間最高試合賞 - 川田利明